# 毛坝镇 (宣汉县)
毛坝镇，是中华人民共和国四川省达州市宣汉县下辖的一个乡镇级行政单位。

## 行政区划
毛坝镇下辖以下地区：
永盛社区、江宁社区、老街村、大堰滩村、弹子村、堰口村、炉旺村、大水凼村、云蒙村、红岩村、冒尖村和天平村。